# كتف مجنحة

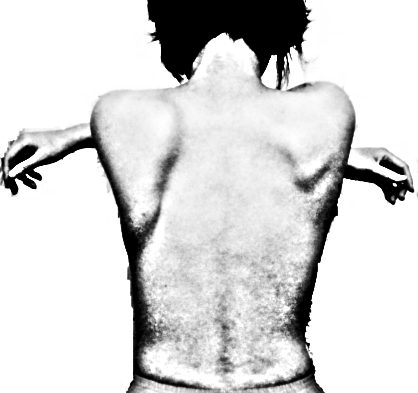
كَتف مُجنحة

الكَتف المُجنحة  (بالإنجليزية:Winged Scapula) أو (بالإنجليزية:scapula alata) (بالفرنسية:omoplate ailée)  ،هوَ بُروز غير ضَروري للعَظم ، ناجِم عن ارتِسام الزَوايا الخَلفية للأضلاع ،نظراً للميل الكَبير في الصَدر الطَويل المُسطح .

## السَبب
يَتسبب قَطع أو جَرح العَصب الصَدري الطَويل (Long thoracic nerve) إلى إسقاط الجانب الوسطي من عظمة لوح الكَتف ،حيثُ يَحدث قَطع العصب الصدري الطَويل نَتيجة خطأ في بَعض العَمليات الجِراحية مِثل استِئصال الثَدي.

## المُضاعفات
قَد يَتسبب في شَلل العَضلة المِنشارية الأمامية (Serratus anterior muscle) .

## المَراجع
1. Upper Limb Anatomy Part IIA , Alexandria University Faculty of Medicine ,1st year, page.31